# Henri Mérou
Henri Antoine Joseph Mérou (Tarascon, 24 juillet 1853-Thonon-les-Bains, 19 août 1938) est un ambassadeur et poète français.

## Biographie
Il participe comme volontaire à la guerre de 1870 puis, en 1895, après quatorze années dans les services consulaire en Belgique et en Allemagne, est nommé vice-consul à Galveston aux États-Unis puis consul général de l'ensemble du Texas. Il va alors s'y ingénier à promouvoir la langue française. Il crée ainsi, six mois après son arrivée, des cours du soir, publics et gratuits qui se développent rapidement à Kansas City. 
Nommé consul à Chicago (1898), il continue la même entreprise et s'adjoint même pour l'aider le Times Herald. Il réunit de nombreuses personnalités en un comité de soutien et donne des cours, toujours gratuits, de français. L'Alliance française et l'université de Chicago lui apportent rapidement leur soutien. Une bibliothèque française est fondée ainsi qu'une Revue, L’Écho des deux mondes. 
Chevalier de la Légion d'honneur (13 janvier 1902), en 1907, Mérou est nommé consul à San Francisco. Il part alors de Chicago le 5 juillet, passe à Omaha, Cheyenne, Ogden et Reno avant d'arriver dans une San Francisco encore très touchée par le tremblement de terre de 1906. Le 14 juillet, il y reprend ses activités d'implantation de la langue française qui s'y développent rapidement. 
Il fait plusieurs missions en Amérique latine dont une au Costa Rica en septembre 1909.
En 1911, après une représentation de Phèdre, il remet une récompense à Sarah Bernhardt.

## Publications
- Les combattants français de la guerre américaine, 1778-1783, 2 vols., 1903
- Coins de France en Amérique (Galveston, Chicago, San Francisco), 1912

Poésies
- La Plus grande France: chants et poèmes patriotiques, 1897
- Humanité et patriotisme, 1904
- Face à la guerre: poèmes patriotiques d'un croyant, 1918
- Après la guerre, face à la paix: poèmes d'un croyant, 1923
- Dieu. (La Morale : avec ou sans Dieu ?), poésies spiritualistes, 1929